# Brassavola nodosa
Brassavola nodosa (L.) Lindl., 1831 è una specie piccola e robusta di orchidea originaria dell'ecozona neotropicale. È anche conosciuta come orchidea "signora della notte" a causa della sua fragranza agrumata e simile alla gardenia che si propaga di sera. È stata ampiamente ibridata e coltivata per i suoi fiori appariscenti e il gradevole profumo.

## Biologia
Brassavola nodosa è nota per la sua fragranza eccezionalmente forte, che viene emessa principalmente dopo il tramonto per attirare i lepidotteri impollinatori notturni. Come accade comunemente per i fiori impollinati dai lepidotteri notturni, il profumo di B. nodosa è descritto come "floreale bianco". In esso prevalgono linalolo, benzoati, salicilati e nerolidolo.
Il numero cromosomico di B. nodosa è 2n = 40.

## Distribuzione e habitat
Questa specie è diffusa in Messico (dal Tamaulipas a sud, al Chiapas e alla penisola dello Yucatán), in America centrale, nelle Indie occidentali e nella parte settentrionale del Sud America (Venezuela, Colombia, Guyana e Guyana francese)